# حمامة الليمون
حمامة الليمون أو حمامة القرفة هي نوع من الطيور في عائلة الحماميات الموجودة في الغابات الجبلية في أفريقيا جنوب الصحراء الكبرى. عادة ما يتم التعامل مع حمامة الليمون في ساو تومي على أنها نوع فرعي. حمامة الليمون لها ريش بني رمادي بشكل عام مع صدر بني قرفة. الذكور لديهم رقبة مخضرة لامعة وعلامات بيضاء على الرأس، والإناث والأحداث أكثر بنية اللون ولديهم علامات وجه رمادية. هذه الحمامة من الأنواع الشائعة، وقد صنف الاتحاد الدولي للحفاظ على الطبيعة حالة حفظها على أنها «غير مهددة بالإنقراض».

## وصف

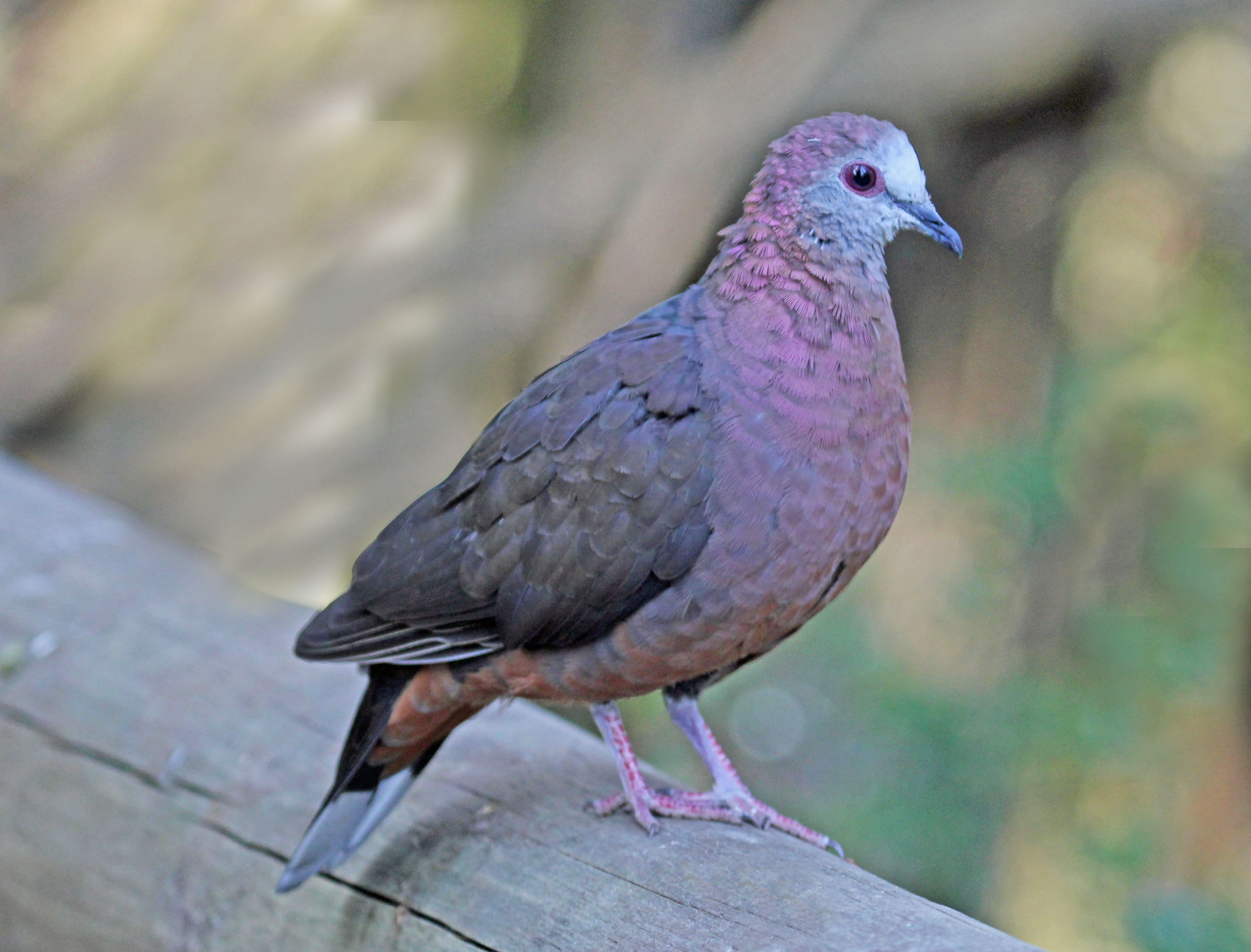
حمامة الليمون في قفص طيور

حمامة الليمون صغيرة إلى حد ما، حيث يتراوح حجمها بين 24–30 سنتيمتر (9.4–11.8 بوصة) بطول ووزن 81.7–150 غرام (2.88–5.29 أونصة). الذكور البالغة لها ريش بني داكن من الأعلى، وأخضر لامع على جانبي العنق، وبني القرفة أدناه. كما لوحظ، لديهم علامات وجه بيضاء واضحة. القدمين والقزحية والجلد المداري حمراء، والمنقار أسود. تتشابه الإناث والذكور بشكل عام، مع ريش بني فاتح وعلامات وجه رمادية باهتة. ذكور سلالات غرب أفريقيا لها ريش رمادي غامق.

## توزيع
تتميز حمامة الليمون بمدى واسع جدًا ويتم توزيعها في الغابات الجبلية في أفريقيا جنوب الصحراء الكبرى، والتي تتراوح على سبيل المثال من حوالي 100 إلى 3,000 متر (330 إلى 9,840 قدم) ASL في شرق إفريقيا. يتكون النظام الغذائي بشكل رئيسي من مختلف الفواكه الصغيرة والبذور والرخويات والحشرات. عادة ما تضع الأنثى بيضتين بيضاء كريمية.

## حالة
على نطاق واسع في جميع أنحاء مداها، يكون اتجاه تجمعات حمامة الليمون مستقرًا ويتم تقييم الطائر على أنه نوع من الأنواع الأقل أهمية في القائمة الحمراء للأنواع المهددة بالانقراض IUCN.  ومع ذلك، يبدو أنه يتراجع في أجزاء معينة من مداها؛ في تنزانيا على سبيل المثال، ليس من النادر أن يزيد 1,300 متر (4,300 قدم) ASL في محمية Nguu North Forest، ولكنها ليست شائعة على الإطلاق في بعض الموائل المنخفضة. يكاد يكون غائبًا عن جنوب شرق ذلك البلد.

## روابط خارجية
- صحيفة وقائع حياة الطيور
- (حمامة القرفة =) حمامة الليمون - نص الأنواع في أطلس طيور جنوب إفريقيا